# 043号線 (チェコ)
チェコ国鉄043号線、別名トルトノフ～クラーロヴェツ～ルバフカ・ジャツレールジ線（チェコ語：Železniční trať Trutnov – Královec – Lubawka/Žacléř）は、GW Train Regioの鉄道線の名称である。
1868～1869年、ドイツ南北連絡鉄道の路線として開業した。

## 運行形態
全て各駅停車。
- トルトノフ - ルバフカ - センヂスワフ　　※GW Train Regioによる運行
春・夏は一日3.5往復、秋は一日1往復、冬は一日1.5往復の運行。クラーロヴェツ以北は区間運転が加わり、7往復運行される。全列車がポーランド国鉄299号線に直通する。各駅停車だが、春・夏は2往復がリベチを通過する。
過去の運行形態
2017年以前は、春・夏の土曜・休日に限り一日3往復の運行で、特に2014年以前は1往復がヴロツワフまで直通していた。また全て各駅停車で、ポルジーチーにも停車していた。
2018年に、春・夏の土曜・休日に限り一日4往復に増発された。
2019年は、春季に限り、平日も冬季と同じダイヤで運行していた。また、秋・冬にも毎日1往復運行する様になった。
2020年に毎日運行となり、さらにクラーロヴェツ以北では区間運転が増便され、6往復の運行となった。ポルジーチーは通過となった。
2023年3月以降、春・夏の本数が一日2.5往復に、秋・冬の本数が東行片道1本のみ、クラーロヴェツ以北の本数が一日4.5往復に減便された。
2024年度より、春・夏の本数が一日4往復に、秋・冬の本数が一日1往復に、クラーロヴェツ以北の本数が一日7往復に増発された。
2025年度より、春・夏の本数が一日3.5往復に減便、冬の本数が一日1.5往復に増便となった。なお、夏季の2往復がリベチ通過となり、クラーロヴェツ以北の本数は、春より北行7本/南行5本、秋より北行6本/南行3本となる予定。

- 過去の運行系統
  - トルトノフ - リベチ　【平日運行】　　※チェコ鉄道による運行
2023年度3月に運行を開始した[1]。当時は朝、午後、夕方を中心に一日8往復の運行であった。
2024年度より一日7往復に減便となった。
2025年度より運行していない。

## 駅一覧
以下では、チェコ国鉄043号線の駅と営業キロ、停車列車、接続路線などを一覧表で示す。なお、全て各駅停車である。
| 路線名 | 駅名                                     | 駅間営業キロ | 累計営業キロ              | 累計営業キロ         | 接続路線                                                               | 所在地                     | 所在地             |
| ------ | ---------------------------------------- | ------------ | ------------------------- | -------------------- | ---------------------------------------------------------------------- | -------------------------- | ------------------ |
| 032    | トルトノフ本駅                           | -            |                           | ポルジーチーから 4.2 | 032号線（スヴォボダ方面）、040号線（コリーン方面）                     | フラデツ・クラーロヴェー州 | トルトノフ郡       |
| 032    | トルトノフ・ストルジェド駅               | 3.1          |                           | 1.1                  | 032号線（プラハ方面）、047号線（テプリツェ方面）                       | フラデツ・クラーロヴェー州 | トルトノフ郡       |
| 043    | トルトノフ・ポルジーチー駅（全列車通過） |              | ヤロムニェルジから (47.0) | (0.0)                | 032号線（プラハ方面） トルトノフ停留所から： 047号線（テプリツェ方面） | フラデツ・クラーロヴェー州 | トルトノフ郡       |
| 043    | リベチ駅                                 | 3.5          | 49.4                      | 2.4                  |                                                                        | フラデツ・クラーロヴェー州 | トルトノフ郡       |
| 043    | クルジェノフ駅                           | 5.1          | 54.5                      | 7.5                  |                                                                        | フラデツ・クラーロヴェー州 | トルトノフ郡       |
| 043    | ベルナルチツェ・ウ・トルトノヴァ駅       | 2.5          | 57.0                      | 10.0                 |                                                                        | フラデツ・クラーロヴェー州 | トルトノフ郡       |
| 043    | クラーロヴェツ駅                         | 2.9          | 59.9                      | 12.9                 |                                                                        | フラデツ・クラーロヴェー州 | トルトノフ郡       |
| 043    | ルバフカ駅                               | 4.8          | 64.7                      | 17.7                 | ポーランド国鉄299号線                                                  | ドルヌィ・シロンスク県     | カミェンナ・グラ郡 |